# Jacobus Nicolaas Boshoff

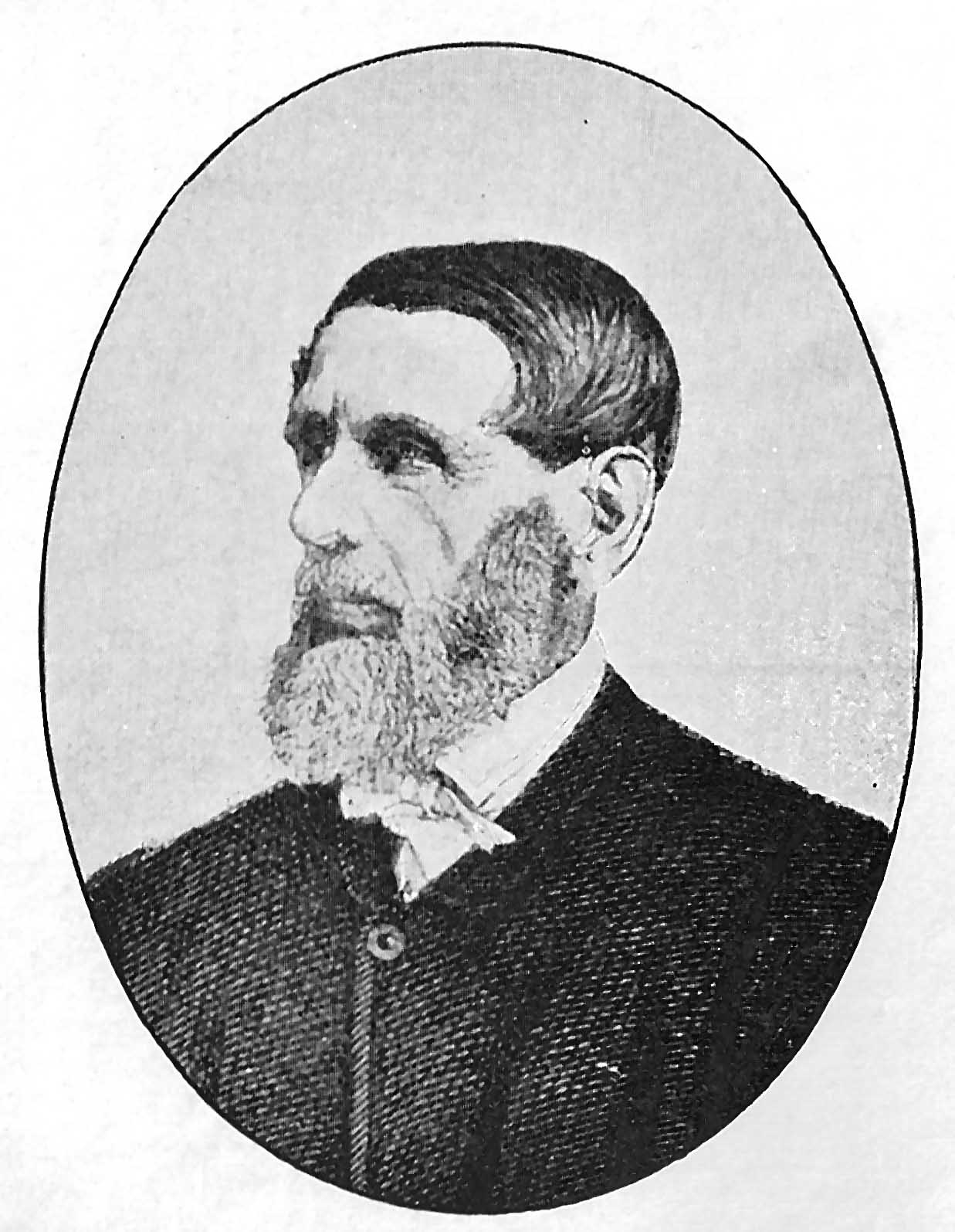
Litografia z fotografii, przedstawiająca Jacobusa Nicolaasa Boshofa (1808-1881)

Jacobus Nicolaas Boshoff (ur. 31 stycznia 1808 w Kogmanskloof, Montagu w Kolonii Przylądkowej, zm. 21 kwietnia 1881 w Weston, Pietermaritzburg w Kolonii Natalu) – burski polityk.
Był pracownikiem biura Cywilnego Komisarza Graaff-Reinet. W maju 1838 przyjechał do Natalu, przywożąc ze sobą amunicję oraz pochodzące ze składek pieniądze. Stał na czele komitetu, który stworzył tzw. konstytucję Zjednoczonych Taborów (w 1839 uchwalono na jej podstawie ustawę zasadniczą Republiki Natalii). W 1843, wraz z Andriesem Pretoriusem i S. Maritzem doprowadził do zrzeczenia się przez volksraad Natalii politycznej zwierzchności nad Burami z High Veldu.
Od 27 sierpnia 1855 do 6 września 1859 pełnił funkcję prezydenta Wolnego Państwa Oranje.